# جيرهارد هاينز
جيرهارد هاينز (بالألمانية: Gerhard Heinze)‏ هو لاعب كرة قدم ألماني، ولد في 30 نوفمبر 1948 في نوي-أولم في ألمانيا. لعب مع نادي دويسبورغ ونادي شتوتغارت.

## وصلات خارجية
- جيرهارد هاينز على موقع قاعدة بيانات كرة القدم.إي يو (الإنجليزية)
- جيرهارد هاينز على موقع بيانات كرة القدم. دي إي (الألمانية)
- جيرهارد هاينز على موقع عالم كرة القدم.نت (الإنجليزية)